# 恰巴尼夫卡 (盧甘斯克州)
49°1′41″N 38°45′27″E / 49.02806°N 38.75750°E
恰巴尼夫卡（烏克蘭語：Чабанівка）是位於烏克蘭東部的村莊，由盧甘斯克州北頓涅茨克區的北頓涅茨克市鎮負責管轄。該村始建於1957年，面積4.04平方公里，海拔高度150米，2001年人口585，人口密度每平方公里144.9人。